# مران سوري
المُران السوري أو الدردار السوري (باللاتينية: Fraxinus syriaca) أو (باللاتينية: Fraxinus angustifolia subsp. syriaca (Boiss.) Yalt.) نوع نباتي ينتمي إلى جنس المُران من الفصيلة الزيتونية.

## الموئل والانتشار
موطنه المشرق العربي حيث ينتشر في مستنقعات سهل الغاب في سورية والأراضي الغدقة في لبنان وفلسطين.
النبات مهدد بسبب خسارة موئله وتجفيف المستنقعات التي ينمو فيها في سهل الغاب.

## الوصف النباتي
الشجرة نفضية يصل ارتفاعها إلى 15م. أوراقها متقابلة مركبة ريشية مفردة لاطئة. الوريقات مسننة عددها من 7– 15. الثمار جناحية متطاولة. البراعم سوداء.
الأزهار خنثى في نورات عنقودية تظهر قبل الأوراق في كانون الثاني وشباط. الثمار جناحية متطاولة ذات نهاية مستدقة مدلاة.
الجذور محبة جداً للماء الأرضي، وهي من النباتات أليفة الرطوبة وخشبها جيد له استخدامات عديدة وهي شجرة متعددة الأغراض وتستحق الاهتمام لاستخدامها في النظم الحراجية الزراعية.
أدخلت هذه الشجرة النادرة إلى المدن السورية كشجرة حراجية تزينية في الشوارع حيث يوجد الكثير منها في شوارع مدينة حلب اليوم.